# Верољуб Арсић
Верољуб Арсић (Пожаревац, 28. август 1969) јесте српски политичар. Потпредседник је Народне скупштине Републике Србије и функционер Српске напредне странке.

## Биографија
Завршио је средњу Електротехничку школу у Образовном центру „13. октобар“ у Костолцу. Од 1990. године је био директор једног предузећа у Крагујевцу.
Говори енглески и руски језик.

## Политичка делатност
Арсић је изабран за народног посланика на изборној листи Српске радикалне странке на парламентарним изборима 2000. године. Од тада је биран за народног посланика на изборима 2003, 2007, 2008, 2012, 2014, 2016. и 2020. године.
Током унутрашњих страначких сукоба 2008. године, придружио се посланичком клубу „Напред Србијо“, који је основао Томислав Николић, до тада заменик председника Српске радикалне странке. Један је од оснивача Српске напредне странке и од почетка њен високи функционер.
Једно време је обављао дужност шефа посланичке групе Српске напредне странке.
За потпредседника Народне скупштине Републике Србије је биран 2014. и 2016. године.